# Crainici, Mehedinți
Crainici este un sat în comuna Bala din județul Mehedinți, Oltenia, România. Se află în partea de nord-est a județului,  în Podișul Mehedinți.

## Vezi și
- Biserica „Intrarea în Biserică” din Crainici